# Dixa martensi
Dixa martensi är en tvåvingeart som beskrevs av Wagner 1983. Dixa martensi ingår i släktet Dixa och familjen u-myggor.
Artens utbredningsområde är Nepal. Inga underarter finns listade i Catalogue of Life.